# Гресс, Жильбер
Жильбер Гресс (фр. Gilbert Gress; род. 17 декабря 1941, Страсбург, Франция) — французский футболист и футбольный тренер. Играл на позиции полузащитника и нападающего.

## Клубная карьера
Родился 17 декабря 1941 года в Страсбурге. Играл в молодёжной команде клуба «Страсбур».
Во взрослом футболе дебютировал 8 мая 1960 года. В своём первом сезоне сыграл два матча. Уже в следующем сезоне «Страсбур» вернулся в первый дивизион, а Гресс стал основным игроком, выиграв с командой Кубок лиги, а затем и и Кубок Франции.
Летом 1966 года Гресс перешёл в «Штутгарт». Провёл за клуб следующие четыре сезона своей игровой карьеры, выходя на поле в основном составе команды.
В 1971 году Гресс вернулся во Францию и стал игроком «Марселя», где в сезонах 1970—1971 и 1971—1972 выиграл два подряд титула чемпиона Франции, а также получил Кубок и Суперкубок Франции.
Завершил профессиональную игровую карьеру в «Страсбуре», где играл в течение 1973—1975.

## Карьера в сборной
27 сентября 1967 года дебютировал в официальных матчах в составе национальной сборной Франции в товарищеском матче против сборной ФРГ. Впоследствии в 1968 и 1971 годах Гресс сыграл ещё два раза в составе сборной и затем за неё больше не выступал.

## Тренерская карьера
Сразу же после завершения карьеры игрока начал тренерскую карьеру, возглавив тренерский штаб швейцарского «Ксамакса».
В 1977 снова вернулся «Страсбур» и стал главным тренером команды, приведя её первому и единственному чемпионству в истории в сезоне 1978—1979.
В течение сезона 1980—1981 годов возглавлял бельгийский «Брюгге», после чего в 1981 принял предложение снова тренировать «Ксамакс». На этот раз в команде Гресс работал до 1990 года, а в сезонах 1986—1987 и 1988—1989 дважды подряд выиграл чемпионат Швейцарии. Эти два чемпионства единственными в истории клуба. Гресс выиграл с клубом три Суперкубка Швейцарии. После «Ксамакса» он был главным тренером швейцарской команды команды «Серветт».
В 1991 году в очередной раз возглавил «Страсбур», недавно вылетевший из высшего дивизиона. Благодаря приобретению таких игроков как Франк Лебёф и Стивен Кэши, Гресс смог вернуть команду в элиту и проработал в клубе до 1994 года. После этого Гресс вновь вернулся в «Ксамакс», который тренировал до 1997 года.
25 марта 1998 года Гресса назначили главным тренером сборной Швейцарии В квалификации на чемпионат Европы по футболу 2000 года Швейцария под руководством Гресса набрала 14 очков, но сборная Дании, набравшая столько же очков, по количеству встреч заняла второе место и получила право попасть в плей-офф. Не выведя команду на участие в чемпионате Европы, Гресс ушёл с поста тренера швейцарской сборной.
В апреле 2000 года Гресс возглавил «Цюрих». Он сумел сохранить место команды в первом дивизионе, а также выиграл с клубом Кубок Швейцарии.
В 2002 году Гресс вернулся во Францию, возглавив «Мец», который тренировал менее года.
В 2003 году тренировал австрийский «Штурм», а в августе 2004 года стал главным тренером «Сьона», в котором пробыл до 2005 года.
В 2007 году Гресс стал тренером «Арау», но он не пришёл к согласию с правлением клуба по продлению контракта и покинул его в том же году.
В июне 2009 года Гресс в последний раз возглавил «Страсбур». Руководство клуба надеялось, что Гресс снова сможет вернуть команду в перву лигу, но ему этого не удалось и уже в августе он покинул тренерский пост.